# Solo Dios

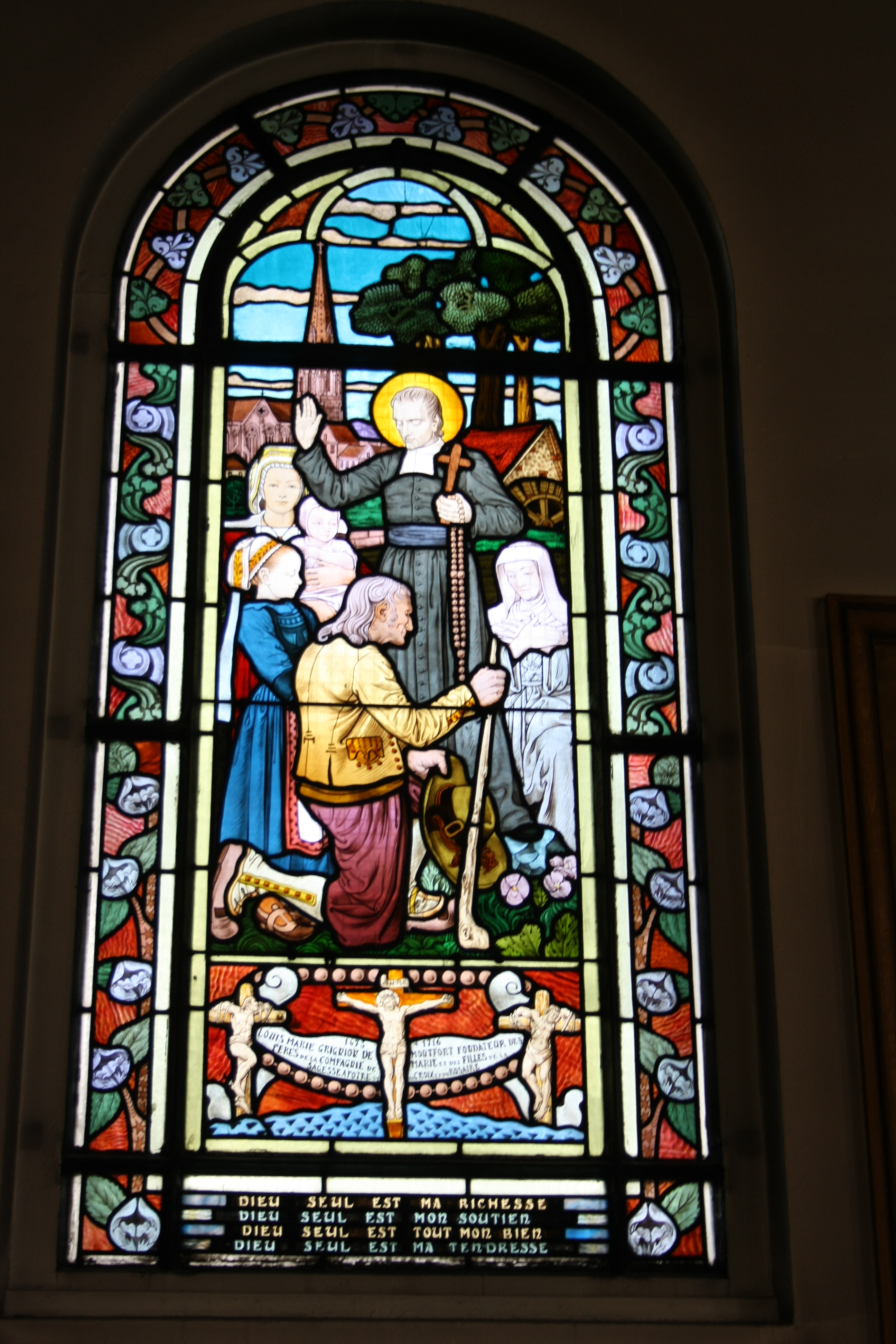
Vidriera de San Luis de Montfort en París

Sólo Dios era el lema y el título de los escritos recopilados de  san Luis de Montfort, una de las principales figuras de la escuela francesa de espiritualidad y de la mariología católica.
Montfort escribió "Sólo Dios" en todas sus correspondencias y al final de la mayoría de sus himnos. El lema "Sólo Dios" aparece a lo largo de sus escritos, casi como un estribillo.
El lema y el mensaje del libro resumían la espiritualidad monfortiana en la fórmula: A Dios Solo, por la Sabiduría de Cristo, en el Espíritu, en comunión con María, por el reino de Dios.

## El lema
El título del libro se basa en el hecho de que Sólo Dios era el lema de  san Luis de Montfort, y se repitió más de 150 veces en sus escritos. Por influencia de la escuela francesa de espiritualidad, y de autores como Henri Boudon, Montfort propugnaba un alejamiento del mundo para buscar a Dios Solo.
Cuando el papa Pío XII canonizó a  Luis de Montfort el 27 de julio de 1947, dijo:

Sólo Dios lo era todo para él. Permaneced fieles a la preciosa herencia que este gran santo os ha dejado. Es una herencia gloriosa, digna, de que sigáis sacrificando vuestras fuerzas y vuestra vida, como lo habéis hecho hasta hoy.

Montfort fue influenciado por el libro de Boudon Dieu seul: le Saint esclavage de l'admirable Mère de Dieu, (Sólo Dios, la Santa esclavitud de la admirable Madre de Dios) y creía que toda consagración, incluyendo Consagración a María era en última instancia a Dios Solo.

## El libro
El libro proporciona cinco métodos específicos para rezar el rosario con más devoción. Estos métodos no cambian las oraciones del Padre Nuestro o del Ave María dentro del rosario, sino que entretejen peticiones, oraciones y visualizaciones adicionales mientras se reza el rosario.
Aunque San Luis es quizás más conocido por su Mariología y devoción a la  Bendita Virgen María, su espiritualidad se basa en el misterio de la Encarnación de Jesucristo, y su fe cristiana se centra en Cristo como centro de su devoción religiosa. La Virgen María, sin embargo, es también un elemento clave en su espiritualidad.
Resume la espiritualidad monfortiana en la fórmula "A Dios solo, por la Sabiduría de Cristo, en el Espíritu, en comunión con María, por el reinado de Dios."